# Генетц, Арвид
А́рвид О́скар Гу́став Ге́нетц (нем. Arvid Oscar Gustaf Genetz; 1 июля 1848, Импилакс — 3 мая 1915, Гельсингфорс, Великое княжество Финляндское) — российский финский поэт, фольклорист и политик. Сенатор парламента Великого княжества Финляндии. Основатель карельского, восточно-саамского и коми-язьвинского языкознания. Один из собирателей карельских рун калевальского цикла.

## Политическая и научная деятельность
Один из авторитетных сенаторов Великого княжества Финляндского. Осуществил ряд языковедческих экспедиций в Северной Карелии и Вепсляндии, на основе которых издал три языковедческие монографии, которые стали основой «кареловедения». В 1878 году издал перевод Евангелия от Матфея на восточно-саамском языке.
В 1889 году организовал первую экспедицию к Великой Перми, где собирал и систематизировал «восточно-пермский язык», который теперь известен как коми-язьвинский язык.
В 1897 году издал на немецком языке словарь диалектов коми-язьвинского языка Ost-permische sprachstudien, в который также были включены сказки и тексты песен.

## Семья
- Брат — Эмиль Генетц[фин.] (1852—1930), композитор.
- Жена — Эван Арппе, с которой имел шестерых детей.
  - Сын — Юхо Йяннес[фин.] (1880—1964), дипломат.
  - Дочь — Лаура[фин.], урождённая Генетц (1881—1954), писательница и экономистка; внучка — Сайма Хармая (1913—1937), писательница.
  - Сын — Пааво Йяннес[фин.] (1892—1970), артист.

В 2004 году в Коми побывала внучка сенатора Генетца — Кирстти Топпари, которая посетила места экспедиций деда: Кудымкар, Пермь и Красновишерский район Российской Федерации.

## Произведения

### Стихи
- «Muistoja ja toiveita ystäville jouluksi» (Weilin & Göös 1889)
- «Muutamia Arvi Jänneksen runoja» (Kansanvalistus-seura 1892)
- «Toukokuun-lauluja» (KS 1897)

### Научные труды
- «Ensi tavuun vokaalit suomen, lapin ja mordvan kaksi — ja useampitavuisissa sanoissa» (SKS 1896)
- «Kertomus Suojärven pitäjäästä ja matkustuksistani siellä v. 1867» (Suomi-kirjassa; SKS 1870)
- «Kielellisiä muistoonpanoja Kaakkois-Karjalasta» (nimellä Arvi Jännes; SKS 1889)
- «Kuollan Lapin murteiden sanakirja ynnä kielennäytteitä» (Finska Vetenskaps-Societeten 1891)
- «Lyhyt Kasan’in tatarin kielen kielioppi» (1884)
- «Lärobok i finska språkets grammatik» (K. E. Holm 1882)
- «Muistutuksia uuden raamatunsuomennoksen kielestä» (nimellä Arvi Jännes; WSOY 1887)
- «Neuvoja Suomen kielen opettajille» (nimellä Arvi Jännes; Werner Söderström 1886)
- «Ost-permische Sprachstudien» (Finsk-ugriska sällsk. 1897)
- «Ost-Tscheremissische Sprachstudien» 1 (1889)
- «Ruotsalais-suomalainen sanakirja» (nimellä Arvi Jännes; WSOY 1887)
- «Suomalais-ugrilainen đ ensimmäisen ja toisen tavuun vokaalien välissä» (SKS 1896)
- «Suomen kieli-oppi» (Holm , 1881)
- «Suomen kielioppi» (nimellä Arvi Jännes; Werner Söderström 1886)
- "Suomen partikkelimuodot (väitöskirja; Arvid Genetz 1890)
- «Suru — ja muistojuhlassa maaliskuun 14 p: nä 1895» (Fr. ja P. 1895)
- «Tutkimus Aunuksen kielestä» (SKS 1884)
- «Tutkimus Venäjän Karjalan kielestä» (SKS 1881)
- «Unkarin ensi tavuun vokaalien suhteet suomalais-lappalais-mordvalaisiin» (SKS 1898)
- «Versuch einer karelischen Lautlehre» (J. C. Frenckell & Sohn , 1877)